# John Cummings (zenész)
John Cummings skót zenész és producer, a Mogwai gitárosa, billentyűse és énekese.

## Pályafutása

### Mogwai
A Mogwai első néhány koncertje után Cummingsot felvették gitárosnak, ezen felül a Happy Songs for Happy People album Boring Machines Disturbs Sleep című dalának énekese. 2015 novemberében kilépett a zenekarból, hogy szólókarrierjével foglalkozhasson.

### Más együttesek
Cummings a The Reindeer Section supergroup első albumának gitárosa is volt.
A Part Chimp Chart Pimp és I Am Come, az Errors How Clean is your Acid House?, a The Magnificents Year of Explorers, a Trout Norma Jean és a Fuck Buttons Street Horrrsing albumainak producere.
A The Zephyrs 2001-es When The Sky Comes Down It Comes Down On Your Head albuma Setting Sun dalának, valamint a 2004-es A Year to the Day albumának gitárosa.
2015-ben ő szerezte az S Is for Stanley filmzenéjét.

## Felszerelése
A Mogwaiban töltött idő alatt főként Fender Telecaster Custom és Gibson SG gitárokat használt, gyakran szokatlan módosításokkal.
Az alábbi hatáskeltőket használta:
- Boss OS-2 Overdrive/Distortion (2)
- Boss ODB-3 Bass Overdrive
- Boss TR-2 Tremolo
- Boss TU-2 Chromatic Tuner
- Electro-Harmonix HOG (2)
- Electro-Harmonix Holy Stain
- Electro-Harmonix Stereo Memory Man With Hazarai
- Jim Dunlop Uni-Vibe
- MXR Carbon Copy Delay
- MXR Kerry King 10 Band EQ (2)
- T-Rex Dr Swamp Distortion/Overdrive

## Fordítás
Ez a szócikk részben vagy egészben  a   John Cummings (musician) című angol Wikipédia-szócikk ezen változatának fordításán alapul.  Az eredeti cikk szerkesztőit annak laptörténete sorolja fel. Ez a jelzés csupán a megfogalmazás eredetét és a szerzői jogokat jelzi, nem szolgál a cikkben szereplő információk forrásmegjelöléseként.